# Гетеротопія
Гетеротопія (від грец. гетеро — інший і грец. tópos — місце) — зміна місця закладки і розвитку органу у тварин в процесі їх індивідуального розвитку — онтогенезу; один із шляхів еволюційної перебудови організму. Гетеротопія виникає внаслідок міграції клітин з одного зародкового листка в іншій, зсувів клітин в межах даного зародкового листка або вторинного зсуву органів. Термін введений німецьким дослідником Ернстом Геккелем в 1874 році для позначення порушень філогенетично зумовленої просторової послідовності стадій онтогенезу. Згодом було показано, що гетеротопія не вкладається в гекелівське трактування ценогенезу.

## Приклади
- Зсув серця у птахів і ссавців в грудну порожнину (у риб і амфібій воно розташовується поблизу голови);
- Переміщення передніх кінцівок у вищих хребетних назад (в порівнянні з грудними плавцями риб).